# السميسر الإلبيري
أبو القاسم خَلف بن فرج الإلبيري الأندلسي المعروف بلقبه السُّمَيْسِر (؟ - عقد 480 هـ / 1090 م) شاعر أندلسي من أهل القرن الحادي عشر الميلادي/ الخامس الهجري. أصله من إلبيرة وسكن غرناطة مدّة ومدح بعض حكام غرناطة ألمرية في عهد ملوك الطوائف. اشتهر في هجاء.  

## سيرته
هو أبو القاسم خلف بن فرج الإلبيري. أصله من إلبيرة قرب غرناطة وسكن غرناطة مدّة واتصل بصاحبها باديس بن حبوس، ثالث حكام طائفة غرناطة في عهد ملوك الطوائف. ثم حدثت بينه وبين باديس خلافات لِبيتين قالهما في هجاء البربر، فهرب السميسير إلى المرية لاجئًا عند المعتصم بن صمادح قبل 466 هـ، أمير طائفة ألمرية، وسكن المرية لمدة طويلة حتى لقّب بـ«شاعر المريّة». وبقي فيها إلى ما بعد المعصتم في 484 هـ/ 1091 م.

## أدبه
هو من شعراء عصر ملوك الطوائف البارزين. كان شاعرًا مطبوعًا سهل الشعر، وكان من أفضل الشعراء البلاط المعتصم، وهو صاحب مزدوج/مثنوي. قال عنه عمر فروخ «له طبعٌ وتصرُّفٌ مُستحسنٌ في المُقطعات لا في المُطوّلات. » وأغراض شعره الشكوى والزهد والحِكَم والنسيسب والهجاء. «كان هجّاءً مُتَوَثِّبًا على الناس مُرَّ اللسانِ لم ينجُ من لسانه أحدٌ ولا أولئك الذين عاشَ في بلاطهم.»
 وهو من الشعراء الذي تميّزوا بالنقد ملوك الطوائف. وله إخوانيات، وهو كاتب وينسب إليه كتابًا عنوانه «شفاء الأمراض في أخذ الأعراض» وقد ضاع قسماً كبيراً من شعره. وجمع ما بقي من شعره جورج موسى حداد في كتابه «شاعر من خارج السرب ؛ السميسر الإلبيري» ونشره سنة 2015. واعتمد على مصادر مختلفة، أبرزها: «الذخيرة في محاسن أهل الجزيرة»، لابن بسام الشنتريني و«خريدة القصر وجريدة العصر» للعماد الأصفهاني؛ و«نفح الطيب من غصن الأندلس الرطيب»، للمقّري؛ و«مسالك الأبصار في مملك الأمصار» لابن فضل الله العمري. 
ومن شعره في الدنيا:

## وصلات خارجية
- في موقع الأرشيف المجلات
- في بوابة الشعراء